# Amedeo Fiorese
Amedeo Fiorese (Bassano del Grappa, 12 febbraio 1939) è uno scultore e pittore italiano.
Artista duttile, lavora le sue opere dall'inizio alla fine, dal disegno al bozzetto tridimensionale, alle fasi della forgiatura usando come materiali bronzo, refrattario, smalto, rame, maiolica, gesso, plastiche e lacca.

## Biografia
Amedeo Fiorese iniziò giovanissimo all'età di 6 anni a modellare con l'argilla le sue prime figure e nel 1956 a 17 anni vinse il Primo Premio al Concorso del Vaso Triveneto di Nove dove venne sostenuto ed aiutato dal presidente della commissione di quel concorso Giorgio Wenter Marini (architetto e direttore dell'Istituto Statale d'Arte di Venezia ai Carmini) ad iscriversi all'Istituto Statale d'Arte di Venezia.

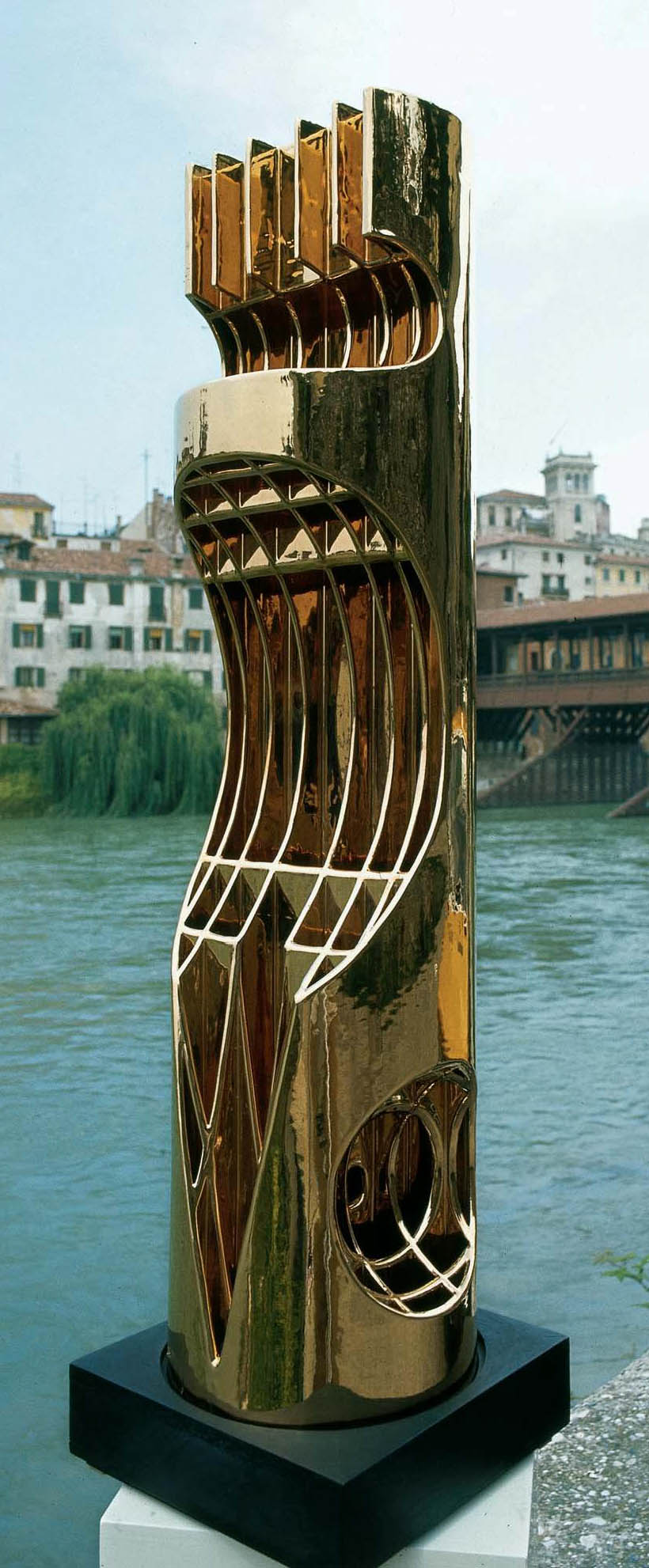
"Figura", dim. 110 cm. ø 23 cm. Opera esposta nel 1976 in Giappone nelle città di Nagoya, Tokyo, Osaka, Kanazawa. Collezione Museo Int. Faenza

Nel 1958 al secondo anno di Istituto furono selezionate dallo stesso Giorgio Wenter Marini due sue opere di scultura e di ceramica, tra quelle dei 1140 allievi dell'intero corso di studi, per illustrare le cartoline dell'Istituto come mezzo pubblicitario ed informazione.
Nello stesso anno, nel 1958, portò a termine gli studi artistici.
Nel 1963, ottenuta l'abilitazione per l'insegnamento a Padova, divenne docente di educazione artistica nelle scuole medio-superiori.
Nel frattempo la sua attività non si interruppe. Partecipò alla Esposizione Internazionale d'Arte di Venezia del 1958, del 1960 e del 1962, vinse la medaglia d'oro al Concorso Internazionale della Ceramica d'Arte Contemporanea di Faenza del 1976, grazie alla quale le sue opere vennero esposte successivamente in Giappone nelle città di Nagoya, Tokyo, Osaka, Kanazawa.
Nel 1983 lasciò la cattedra di educazione artistica per dedicarsi a tempo pieno alla scultura.
Tappa fondamentale della vita artistica di Amedeo Fiorese fu l'esperienza lavorativa effettuata durante gli anni settanta nella Fonderia Artistica F.lli Bonvicini di Verona dove ebbe modo di confrontarsi ed imparare nuove tecniche, accanto alla presenza di grandi maestri della ricerca plastica quali Giorgio de Chirico, Salvador Dalí, Luciano Minguzzi, Arnaldo Pomodoro, Giacomo Manzù, Joan Miró, Pablo Picasso e Alberto Viani.

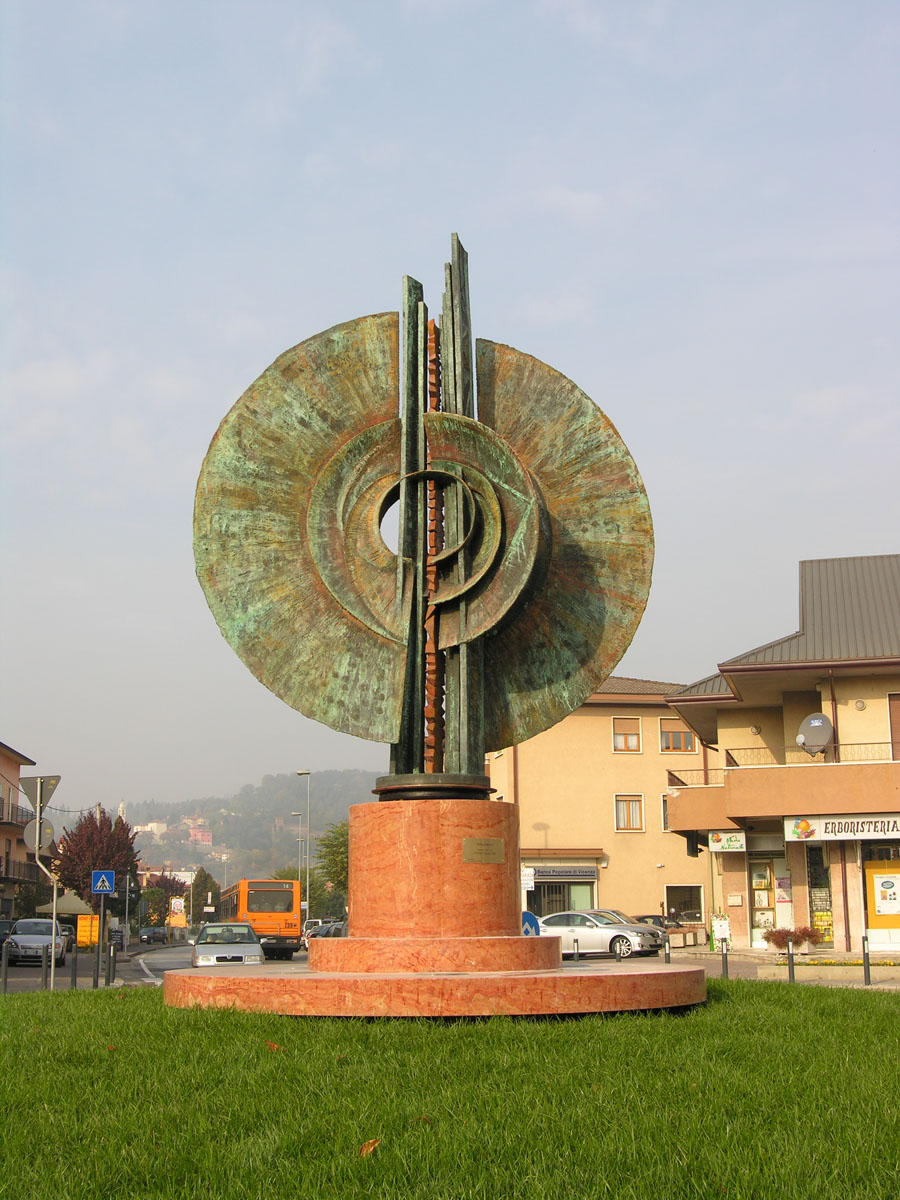
"Colloquio tra Gorbaciov e Reagan", opera posta nel 2006 nella rotonda del comune di Creazzo, Vicenza

Ha poi realizzato opere pubbliche per numerose chiese e centri parrocchiali (il Centro Parrocchiale di Sacro Cuore, frazione di Romano d'Ezzelino, Vicenza dal 1973 al 1985; la nuova Chiesa di S. Vincenzo di Thiene, Vicenza dal 1997 al 2007) realizzando vie crucis, altari, amboni, colonne, fonti battesimali e pannelli in ceramica anche di grandi dimensioni sia per interni che per esterni.
Altra opera pubblica è la scultura dal titolo Colloquio, opera in bronzo realizzata nel 1988 e inaugurata nel 2006 nella rotonda del comune di Creazzo, Vicenza.
Nel 1999, l'incarico avuto dalla Commissione Diocesana per l'Arte Sacra e i Beni Culturali Ecclesiastici di Roma, di curare l'intero aspetto artistico dell'allestimento della nuova Chiesa di San Vincenzo di Thiene, permise all'artista di realizzare il mosaico della volta della cupola della chiesa stessa in collaborazione con le ditte Caoduro S.p.a. di Vicenza per il policarbonato e Bisazza S.p.a. di Vicenza per il mosaico.
Attualmente esso è il più grande mosaico al mondo su policarbonato avente una superficie di 480 m², un diametro di 19 metri, un'altezza di 6,80 m. e un numero di tessere oltre 1.900.000.

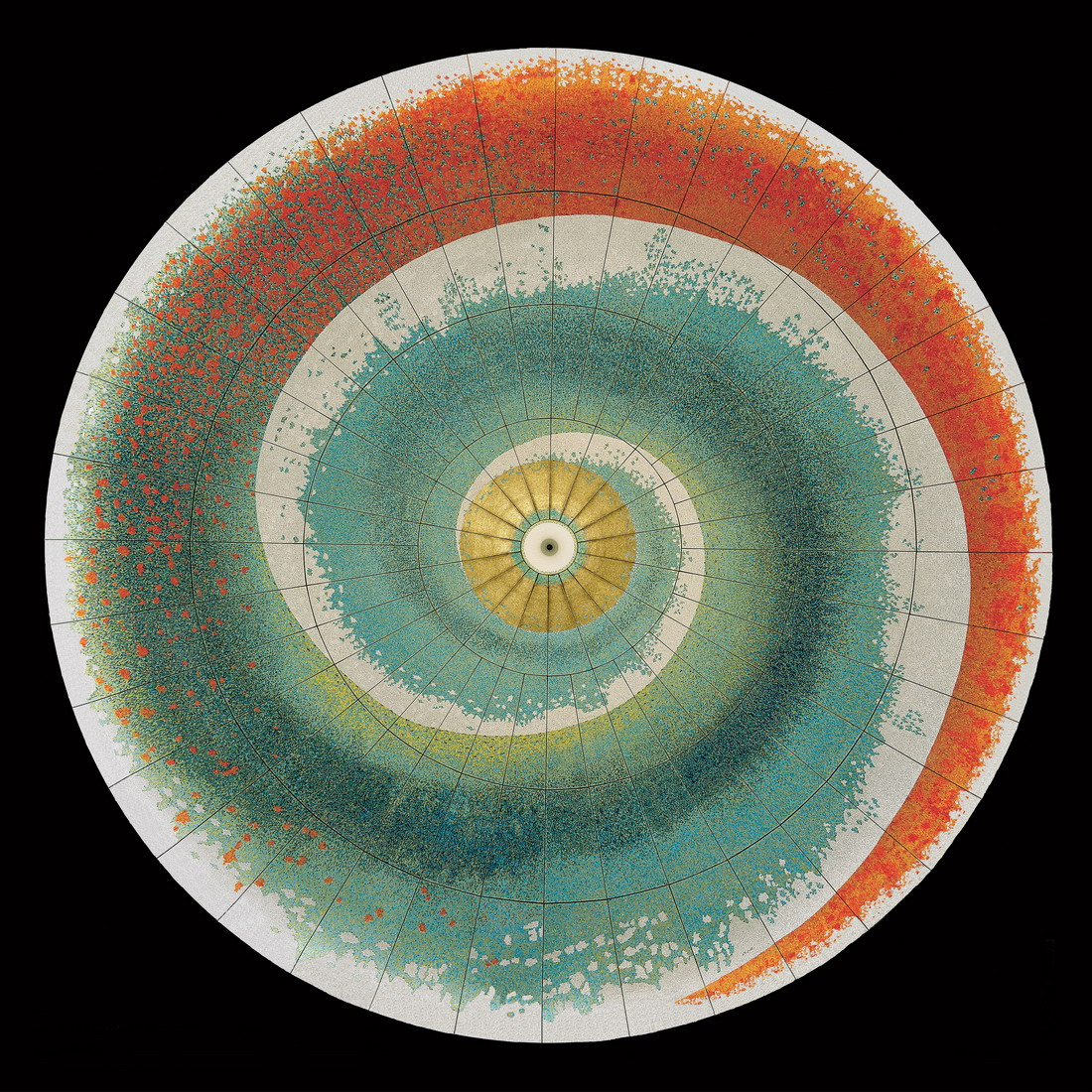
Cupola in mosaico (diametro 19 m, superficie 480 m^{2}) della chiesa delle Pentecoste, di Thiene, Vicenza

La cupola mosaicata è frutto di una novità tecnologica. I mosaici in vetro vengono fatti aderire ad un particolare materiale metacrillato che ne permette la curvatura.
Per la prima volta il mosaico viene trattato in questa maniera.
Nel 2011 ha esposto alla 54ª Esposizione internazionale d'arte di Venezia organizzata dalla Biennale di Venezia al Padiglione Veneto con sede a Villa Contarini di Piazzola sul Brenta, Padova.
L'esposizione, curata da Vittorio Sgarbi e celebrativa del 150º Anniversario dell'Unità d'Italia è stata aperta dal 21 giugno al 21 novembre 2011.
Nel 2014 ha esposto alla I Biennale della Creatività presso il centro congressi Palaexpo di Verona dal 12 febbraio al 16 febbraio. La biennale curata da Paolo Levi è stata inaugurata da Vittorio Sgarbi.
Sempre nel 2014 ha esposto alla seconda edizione dell'Esposizione Triennale di Arti Visive a Roma, evento che si è svolto dal 6 al 13 giugno presso la sede espositiva dell'Università “La Sapienza", facoltà di Ingegneria.
Nel 2019 ha esposto alla Pro Biennale di Venezia presso il Spoleto Pavillion e la Scuola Grande di San Teodoro dal 5 al 27 maggio. L'evento è stato presentato da Vittorio Sgarbi.
Vive e lavora a Bassano del Grappa in provincia di Vicenza dove opera nel suo laboratorio e dove espone nelle sue tre gallerie di proprietà che ospitano in permanenza le sue opere.

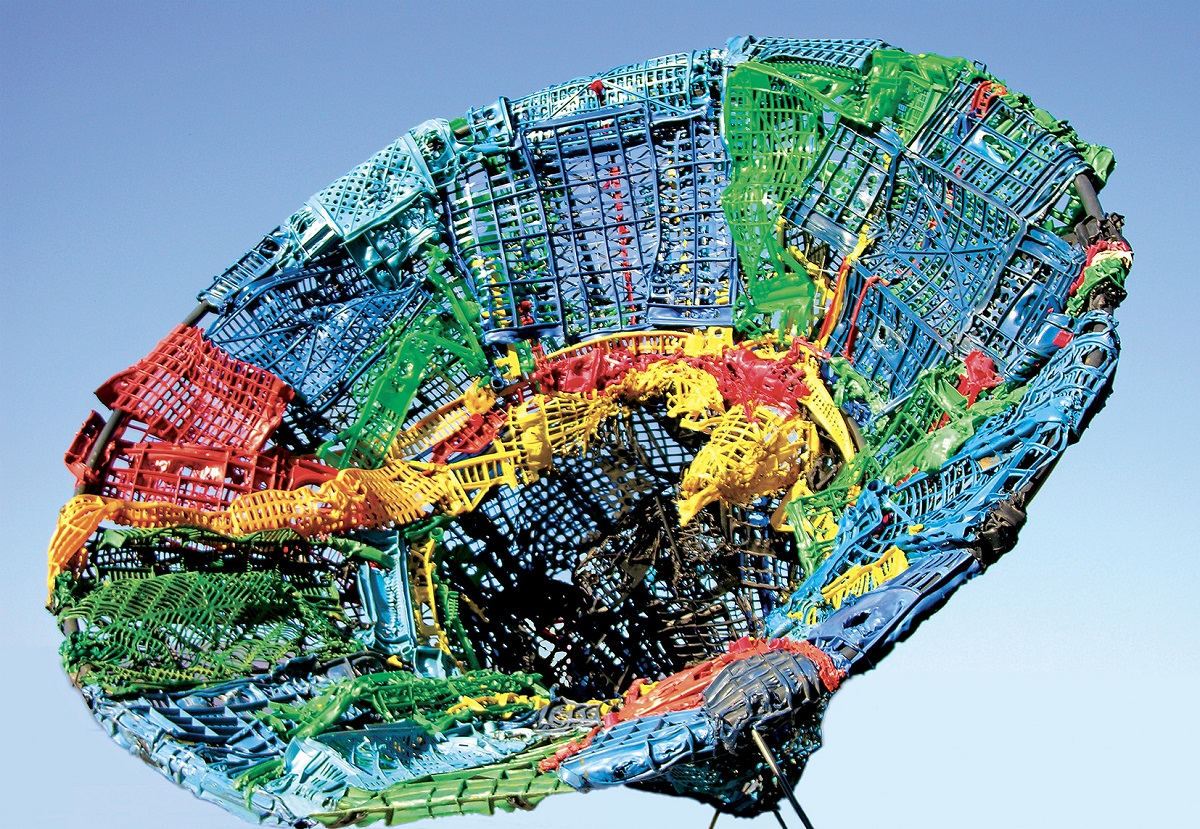
"Emigrazione", plastica ed acciaio, dim. 215x59x22 cm.

Ha rapporti continuativi di lavoro con la Gallery Of Sculture di Palm Beach in Florida, la Galleria Circe a Namur in Belgio, la Galleria Huber di Zurigo in Svizzera. Molte delle sue opere si trovano in varie collezioni pubbliche e private tra cui quella del Museo Internazionale di Faenza, il Museo Civico di Bassano del Grappa e il Museo Civico di Nove.

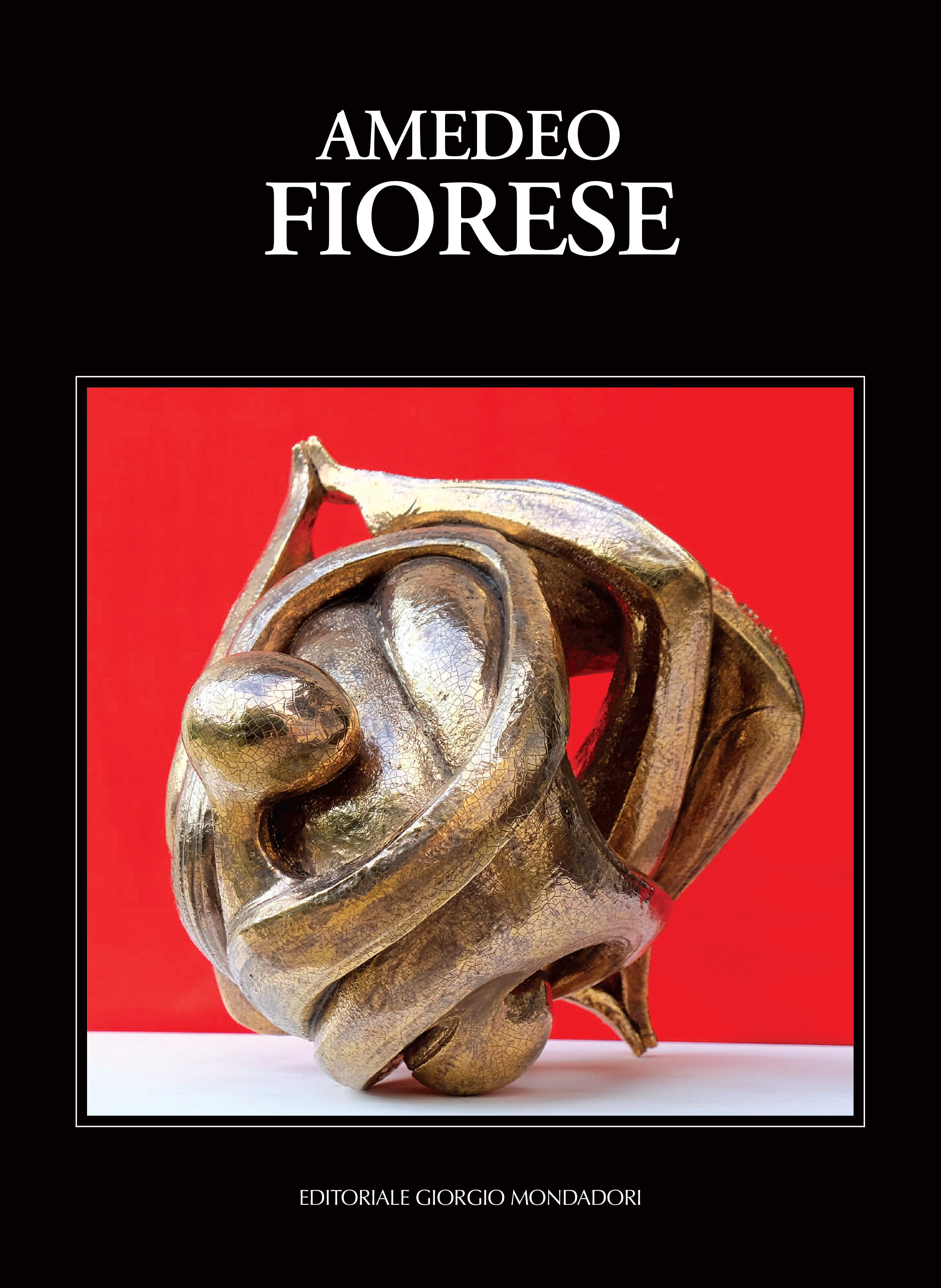
Copertina monografia "Amedeo Fiorese" Opere figurative, a cura di Mario Guderzo, Ed. Giorgio Mondadori, 2020

Riprese televisive sulle sue opere sono state fatte dal TG1 della Rai per le opere presentate al Concorso Internazionale di Faenza dal 1975 al 1978; dal Programma Arte e fede di Rai 3 per le opere realizzate nella Chiesa di Sacro Cuore di Romano d'Ezzelino nel 1980; da varie emittenti locali come Rete Veneta (televisione regionale del Veneto), Telechiara (emittente regionale del nord-est), TVA Vicenza, (emittente televisiva della provincia di Vicenza), nel 2001 e da Rai 1 nel 2004 per le opere realizzate nella Chiesa della Pentecoste di San Vincenzo a Thiene, Vicenza.
Tra i critici più importanti che hanno scritto dell'artista si ricordano: Gino Barioli (che fu direttore del Museo Civico di Palazzo Chiericati di Vicenza); Giorgio Segato (poeta, pubblicista e critico d'arte); Paolo Levi (critico d'arte, giornalista, saggista, autore di volumi monografici, dal 1969 consulente del Catalogo d'Arte Moderna, oggi edito dalla Giorgio Mondadori); Vittorio Sgarbi, Mario Guderzo direttore del Museo e Gipsoteca Antonio Canova, Possagno, Treviso, curatore dell'ultima monografia sulle opere figurative di Amedeo Fiorese, Ed. Giorgio Mondadori, 2020.

## L'arte di Fiorese
Produce opere in materiali diversi quali gres, porcellana, bronzo, oro, marmo, acciaio, legno, plexiglas, pittura e resine, usando questi materiali attraverso un grande numero di tecniche scultoree.
Crea opere di carattere figurativo, astratto informale e religioso e ogni composizione plastica ha la tecnica che si merita.
Inizia con piccole figure e pannelli in ceramica, decorati con effetti di smalti e lacche usate per sovrapposizione, fino ad arrivare negli anni a sculture di grandi dimensioni, in gres e poi bronzo lucido o ossidato, plastica e acciaio, adatte anche all'esposizione all'aperto.

"Viaggio cosmico", bronzo (dim. ø284 cm. ø84 cm. sfera piccola)

È dal bronzo che Amedeo Fiorese, prendendo spunto dalla natura, trae geometrie astratte creando opere volumetriche ariose e profondamente segnate da scansioni e fenditure.
È lontano dal costruire forme basate su modelli standardizzati, al contrario elabora sculture informali originali sintomi di un lavoro ricercato e preparato.
Nelle opere in bronzo è necessario coniugare all'aspetto creativo artistico la componente pratica, dove è richiesta una conoscenza di tipo tecnico che nelle grandi sculture spazia dalla conoscenza dei materiali alla statica e conseguentemente allo studio delle modalità di trasporto.
La sua ricerca artistica si può così riassumere: anni cinquanta e anni sessanta: soggetti concettuali e moduli stilistici.
anni sessanta e anni settanta: soggetti con organicità prossima all'informale estremamente impulsiva ed elastica.
anni ottanta e successivi: ricerca materica e polimaterica verso composizioni astratte incentrate sul rapporto tra elementi geometrici ed elementi informali e tecnologici.
Amedeo Fiorese giunge ad una espressività plastica di lettura rigorosamente frontale allontanandosi dalle armoniose o energiche dinamiche spaziali, caratterizzando le sue sculture di valori segnici e suggestivi cromatismi.
La sua peculiare e costante attenzione alla progettazione porta l'artista a cimentarsi con il disegno che è e rimane l'unico e fondamentale strumento per tradurre un pensiero in un'immagine. 

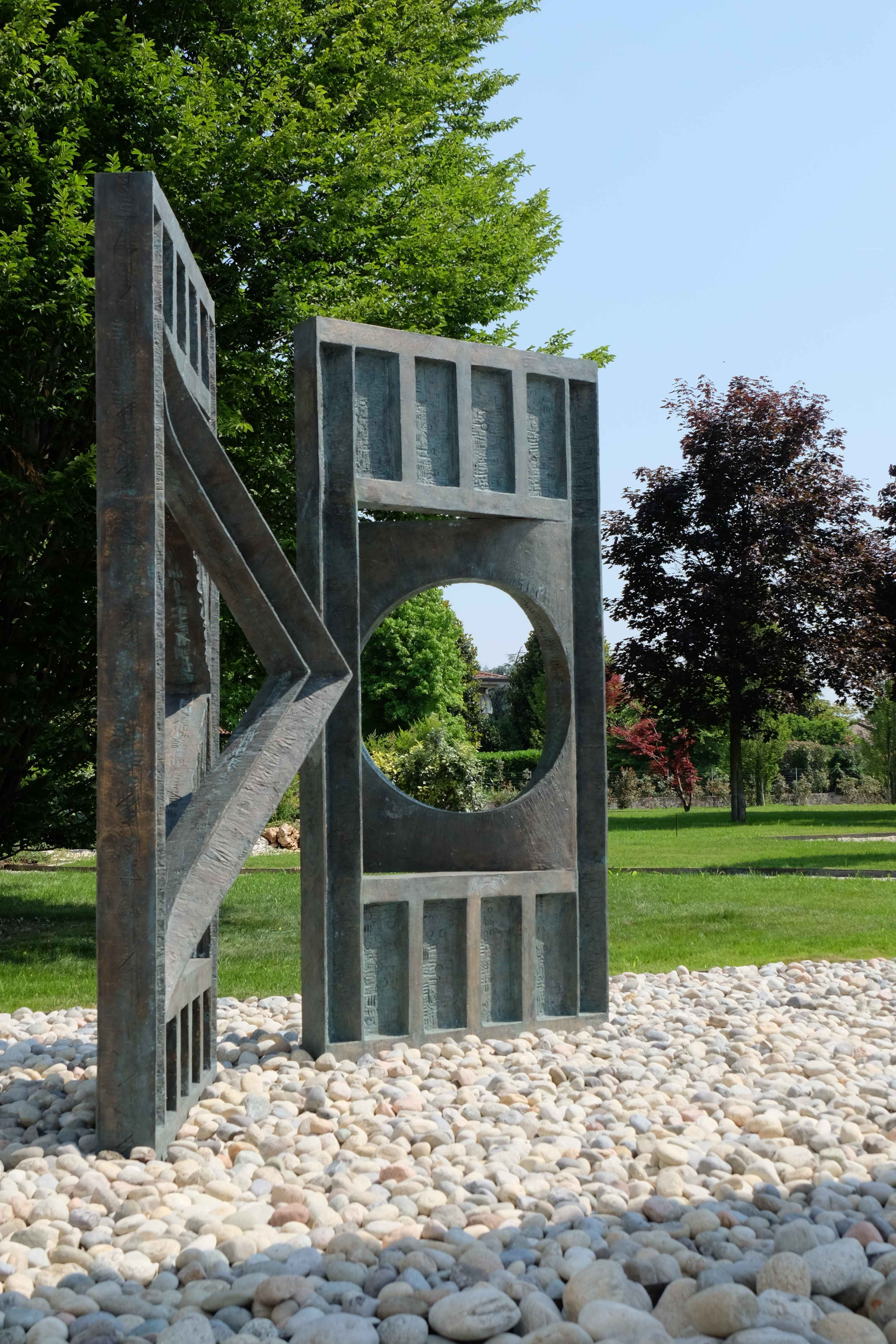
"Nuovi Mondi", bronzo patinato (dim. 315x300x110 cm.)

Dal disegno che è il risultato di un improvviso scaturire di pensieri portati sulla carta in sequenze continue ed evolutive passa poi ad una forma in tridimensione, il bozzetto, che può essere di argilla, materiale sintetico o cartone, per poi giungere all'esecuzione dell'opera. 
Prosegue sempre sulla scia dell'antica tradizione, senza stravolgere il suo metodo, molto manuale e non affidato alla meccanicità creativa.
Dal 2019 collabora con il Gruppo Arneg, leader internazionale nella progettazione, produzione e installazione di attrezzature complete per il settore del retail e col Politecnico di Milano per la definizione di un vasto piano di riqualificazione generale della sede principale dell'azienda Arneg a Campo San Martino, Padova. 
Uno specifico progetto riguarda il nuovo parco tecnologico per la ricerca e lo sviluppo dove si trova l'opera in bronzo "I nuovi mondi", posta in un'area di sosta e meditazione, in un patio d'ingresso al parco. L'opera, costituita da due ante di una porta, schiude al mondo della ricerca tecnologica e alla vegetazione, spalanca all'innovazione. 

## Esposizioni e concorsi principali
- Esposizione Salone Internazionale della Ceramica di Vicenza, 1956, 1963, 1964 e 1967
- Biennale d'arte di Venezia, Padiglione arti decorative, 1958, 1960 e 1962.
- Concorso Internazionale della Ceramica d'Arte Contemporanea di Faenza e Ravenna, 1959, 1963, 1975, 1976, 1977, 1978, 1981, 1982, 1983 e 1984.
- Mostra personale presso Opera Bevilacqua La Masa Venezia, 1960
- V Biennale Nazionale d'Arte Sacra Contemporanea, Santuario di San Antonio, Bologna, 1962
- Mostra personale alla Villa Reale di Monza, 1975
- Concorso Internazionale della Ceramica Gualdo Tadino, Perugia 1975, 1978 e 1983
- Mostra Internazionale delle Arti Ceramiche del Chunichi con mostra itinerante in Giappone nelle città di Nagoya, Tokyo, Osaka, Kanazawa 1976.
- XVI Mostra Nazionale della Ceramica città di Castellamonte, Torino, 1976
- Invito alla IV Biennale Internazionale del Bronzetto Dantesco, Ravenna, 1979
- Galleria d'arte Verdi, Padova, 1979
- Mostra Internazionale di Scultura all'aperto, Legnano, Milano, 1981
- III Mostra Concorso Nazionale Ceramica d'arte, Reggio Calabria, 1983
- Galleria d'arte moderna Il Fiore, Bassano del Grappa, Vicenza, 1985
- Salone della Cultura, Perarolo di Arcugnano, Vicenza, 1994
- Esposizione in Villa Contarini, Piazzola sul Brenta, Padova, 1996
- Commissione Diocesana per l'Arte Sacra e i Beni Culturali Ecclesiastici: Opere per la Chiesa della Pentecoste, Thiene, Vicenza, 1999
- Prima Mostra della Ceramica Artistica Italiana al Porto Antico, Genova, 2003
- Mostra d'arte presepiale, Villa Fabris, Thiene, Vicenza 2004
- Biennale d'Arte di Asolo, Treviso, 2010
- Biennale d'arte di Venezia, Padiglione Veneto, Villa Contarini, Piazzola sul Brenta, Padova, 2011
- I Biennale della Creatività, Palaexpo Verona, 2014
- II Esposizione Triennale di Arti Visive, Roma, 2014
- Pro Biennale, Spoleto Pavillion e Scuola Grande di San Teodoro, Venezia 2019

## Premi principali
- Primo Premio al Concorso del Vaso Triveneto di Nove (1956)
- Secondo premio alla Mostra della Ceramica Gare di Mestiere al Salone Internazionale di Vicenza (1956)
- Medaglia d'argento dell'E.N.A.P.I. (Ente Nazionale Artigianato e Piccole Industrie) alla Seconda Mostra Nazionale della Ceramica a Gubbio (1957)
- Medaglia d'oro al XXXIV Concorso Internazionale della Ceramica di Faenza (1976)
- Diploma d'Onore alla XVI Mostra Nazionale della Ceramica di Castellamonte Torino, (1976)
- Premio Italia alla Prima Mostra Nazionale per il Bronzetto e la Scultura a Palazzo Doria di Genova (1977)
- Premio Speciale della Scultura al II Premio Internazionale Jacopo da Ponte Bassano del Grappa (1977)
- Premio Promotrice di Belle Arti alla rassegna Ceramica d'Autore per Genova, Genova capitale europea della cultura 2004.
- Premio sezione scultura alla manifestazione Le Eccellenze del Bassanese Bassano del Grappa (2019)

## Incarichi pubblici
- Incarico dalla Commissione Diocesana per l'Arte Sacra e i Beni Culturali Ecclesiastici di Roma, di curare l'aspetto artistico dell'allestimento interno della nuova Chiesa di S. Vincenzo di Thiene, Vicenza (1999).
- Incarico di realizzazione dell'opera dal titolo Colloquio posta nella rotonda del centro della città di Creazzo, Vicenza, Comune di Creazzo (2006)

## Galleria d’immagini

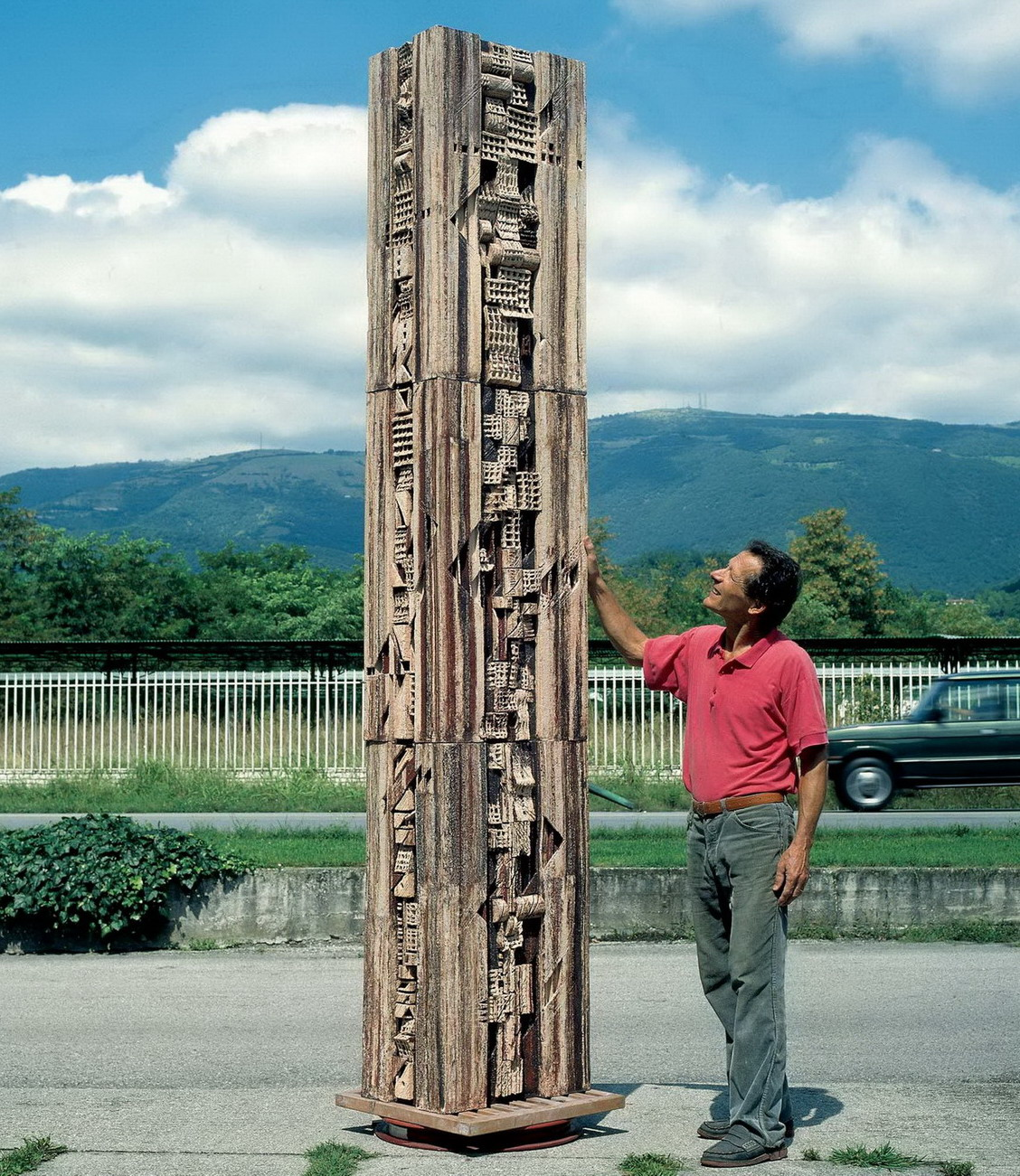
"Colonna della memoria", gres (dim. 312x56x37 cm.)
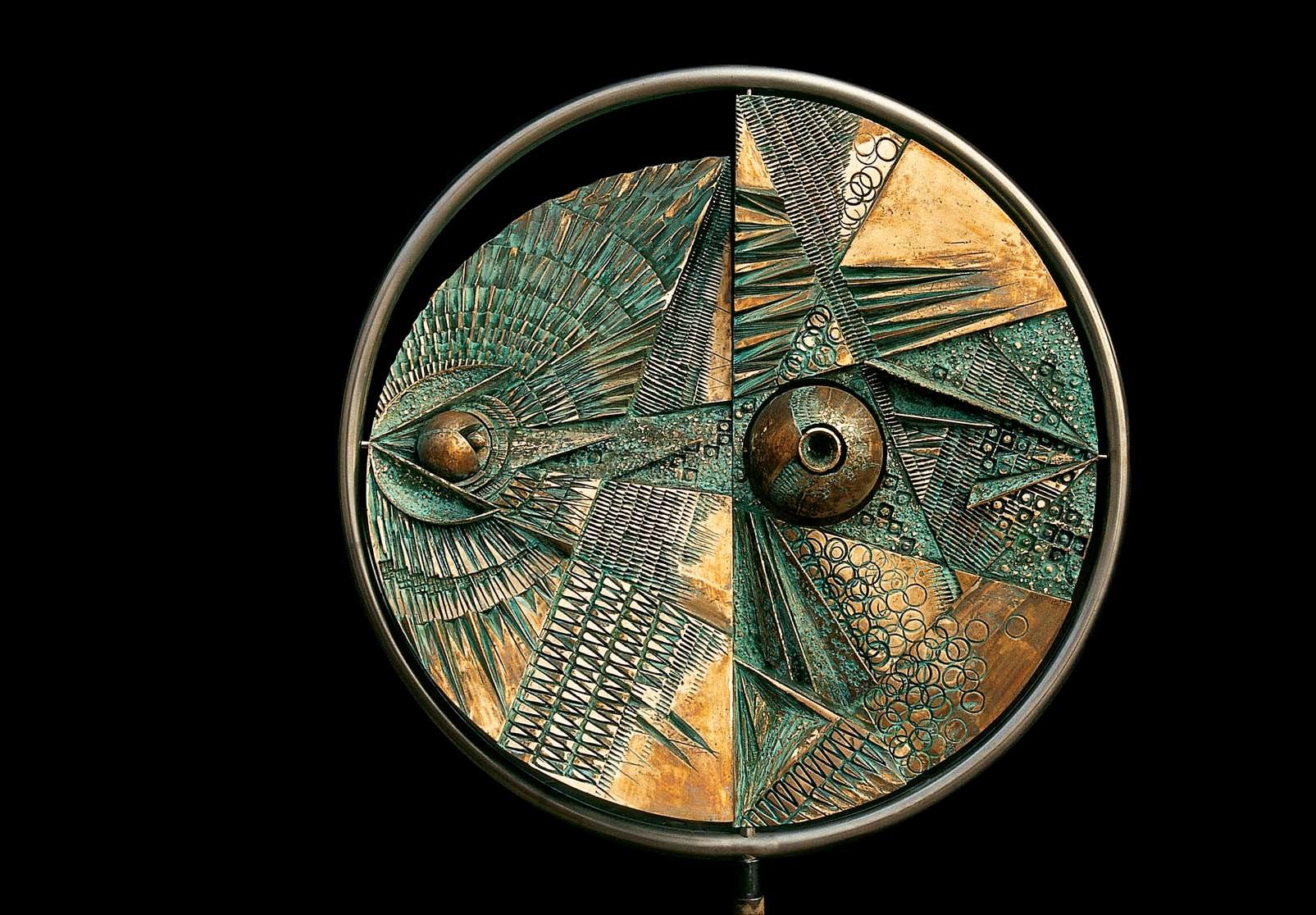
"Composizione Cosmica", bronzo lucido e patinato (dim. ø 130x20 cm.)
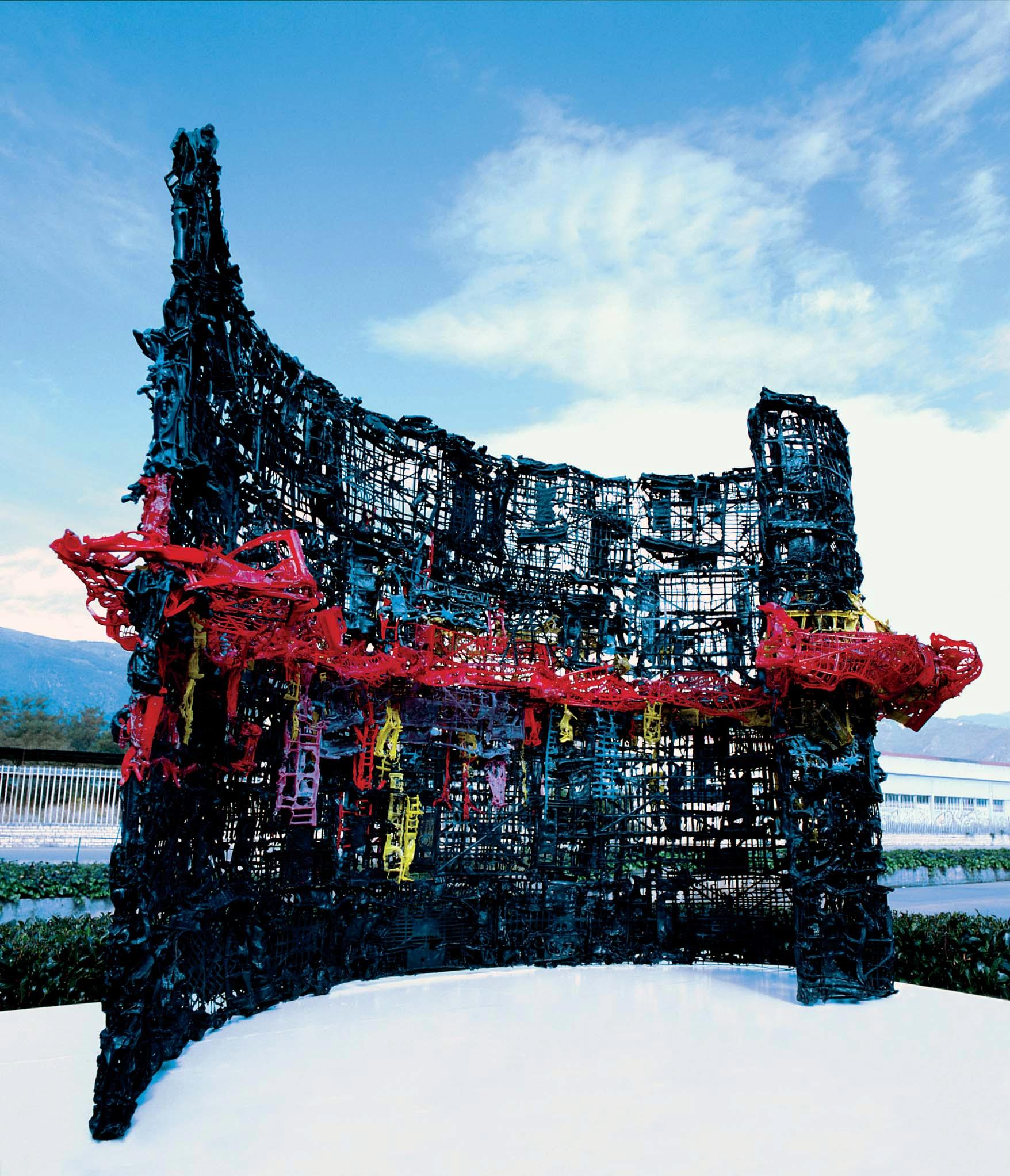
"Inno alla Contemporaneità", plastica (dim. 285x175x177cm.)
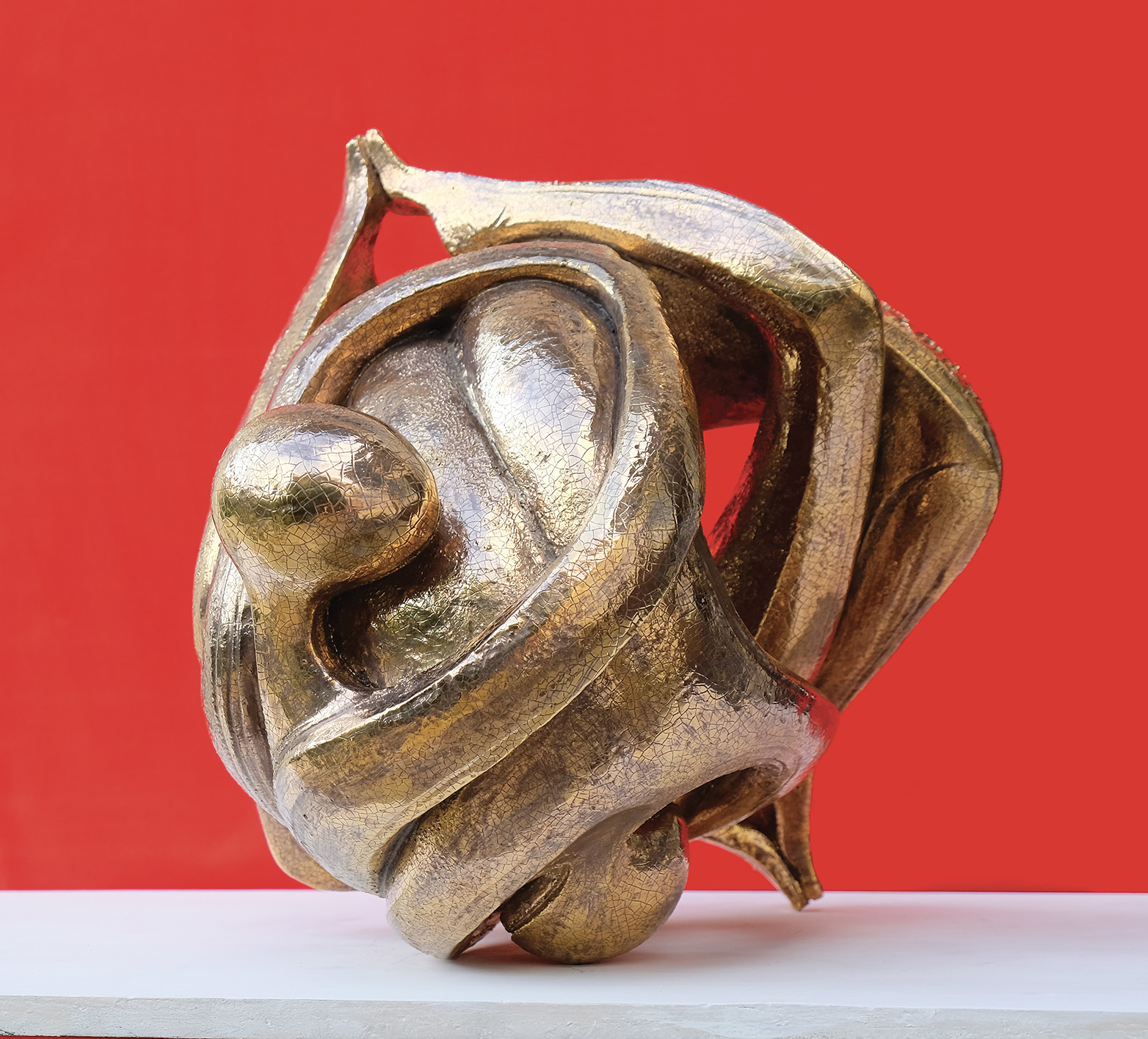
"Abbraccio", refrattario, smalto, rame, maiolica, oro (dim. 33x38x35 cm.)
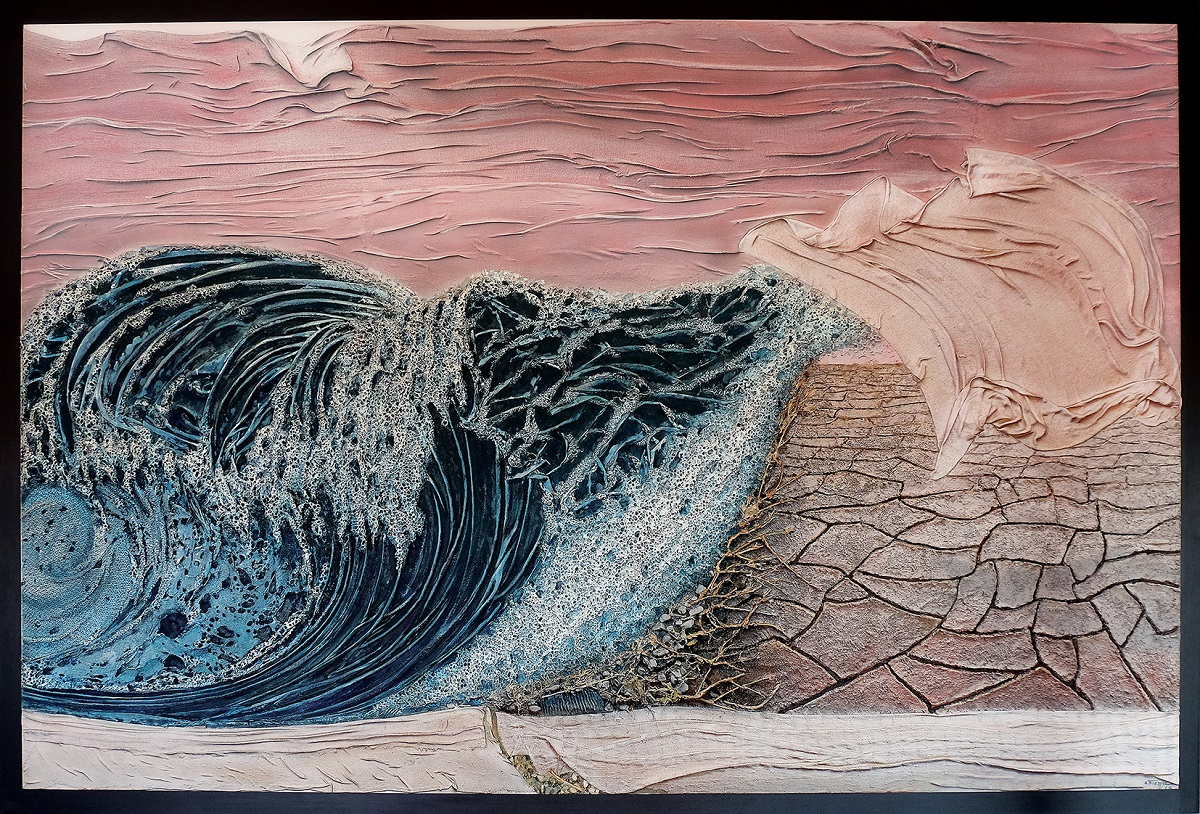
"Luce Acqua Terra Aria", materico, olio, acrilico, tela, sabbia (dim. 158x242x4 cm.)
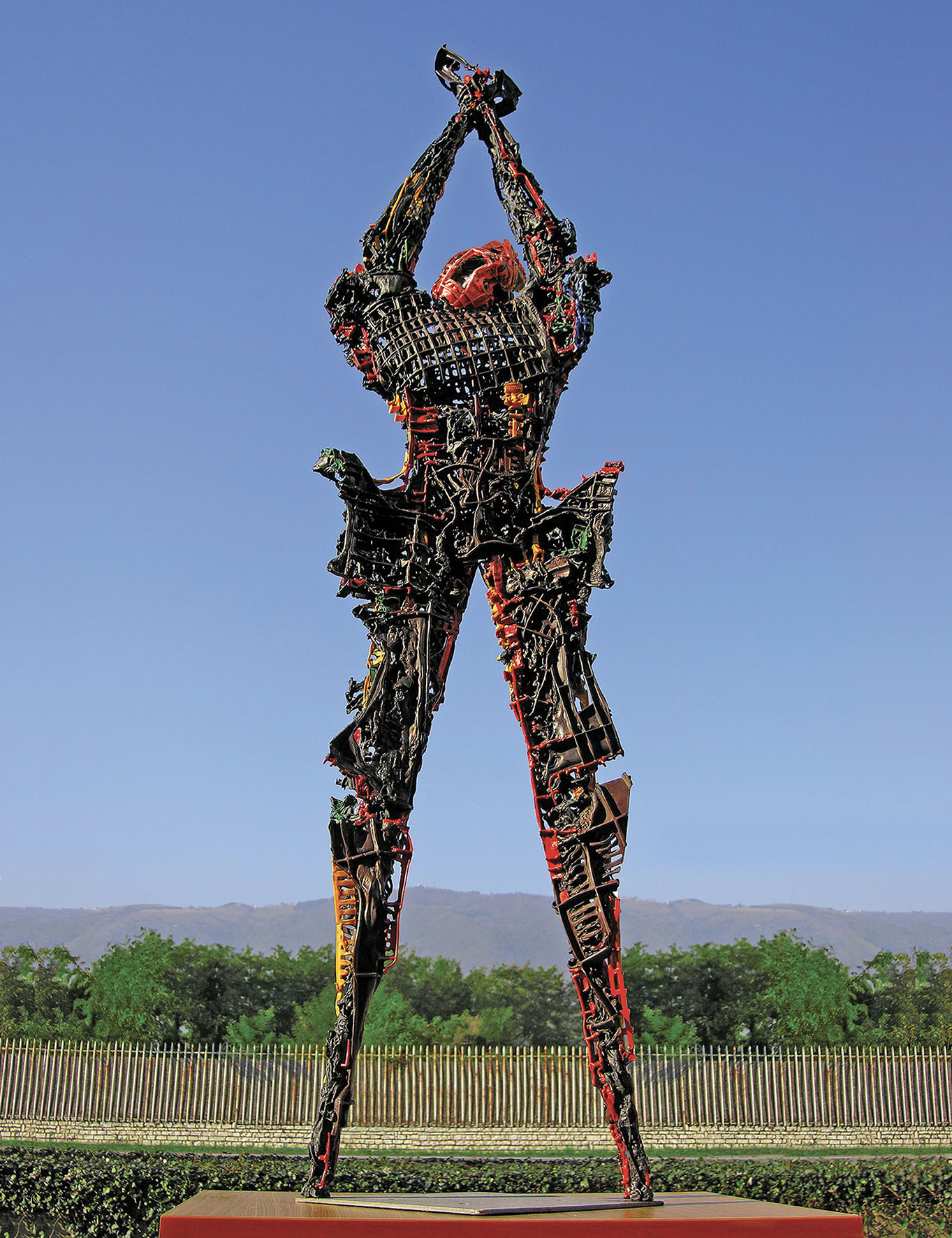
"Urlo del Guerriero", plastica ed acciaio (dim. 215x59x22 cm.)
"Volo", plexiglas (dim. 71x25x17 cm.)
"Avveniristica", gres colorati d'Olanda (dim. 105x90x105 cm.)
"Fonte battesimale", marmo (dim. 140x h.80 cm.)
"Sfera evolutiva", acciaio satinato (dim. ø100 h.100 cm.)
"Spaziale", bronzo e acciaio (dim. 257x108x74 cm.)
"Vitalità spaziale", bronzo e acciaio (dim. 285x245x35 cm.)
Porte aperte al mondo dell'arte
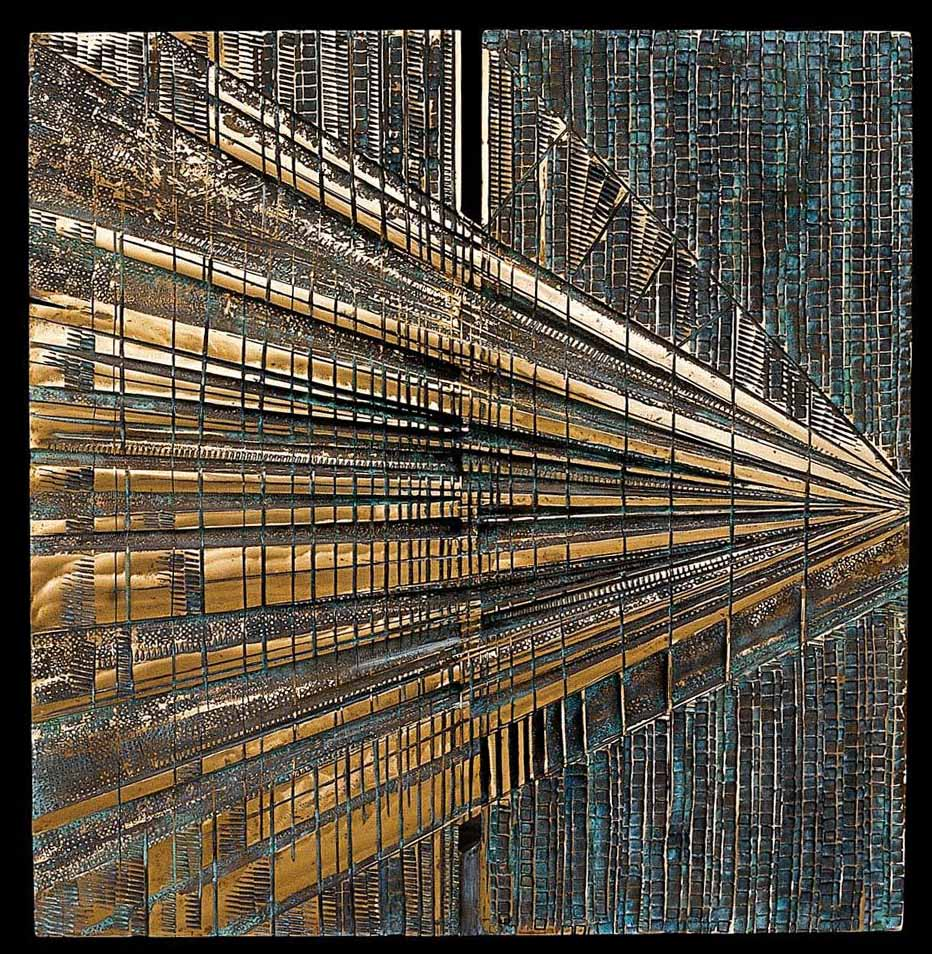
"Viaggio Cosmico", bronzo lucido e patinato (dim. 121x118x4 cm.)